# Vuohijärvi (Kouvola)
Vuohijärvi est un quartier de Valkeala à Kouvola en Finlande .

## Description
Vuohijärvi est un village sur la rive sud du lac Vuohijärvi .
Vuohijärvi a un bureau de poste et un magasin. 
L'agglomération s'est développée autour d'usines industrielles. 
La première usine était une scierie à eau construite en 1806 à Siikakoski, à quelques kilomètres à l'ouest de Vuohijärvi.
En 1934, l'usine de contreplaqué de Kalso Oy a été établie sur la rive du lac Vuohijärvi, à côté de la voie ferrée. 
L'usine, qui a porté successivement différents noms, appartient à UPM depuis 1996.
En mai 2014, l'ancienne église de Vuohijärvi a été transformée en centre culturel.
La gare de Vuohijärvi est desservie par la voie ferrée Kouvola–Iisalmi.
Vuohijärvi est traversé par la route régionale 368 et est situé à proximité du parc national de Repovesi.

## Galerie

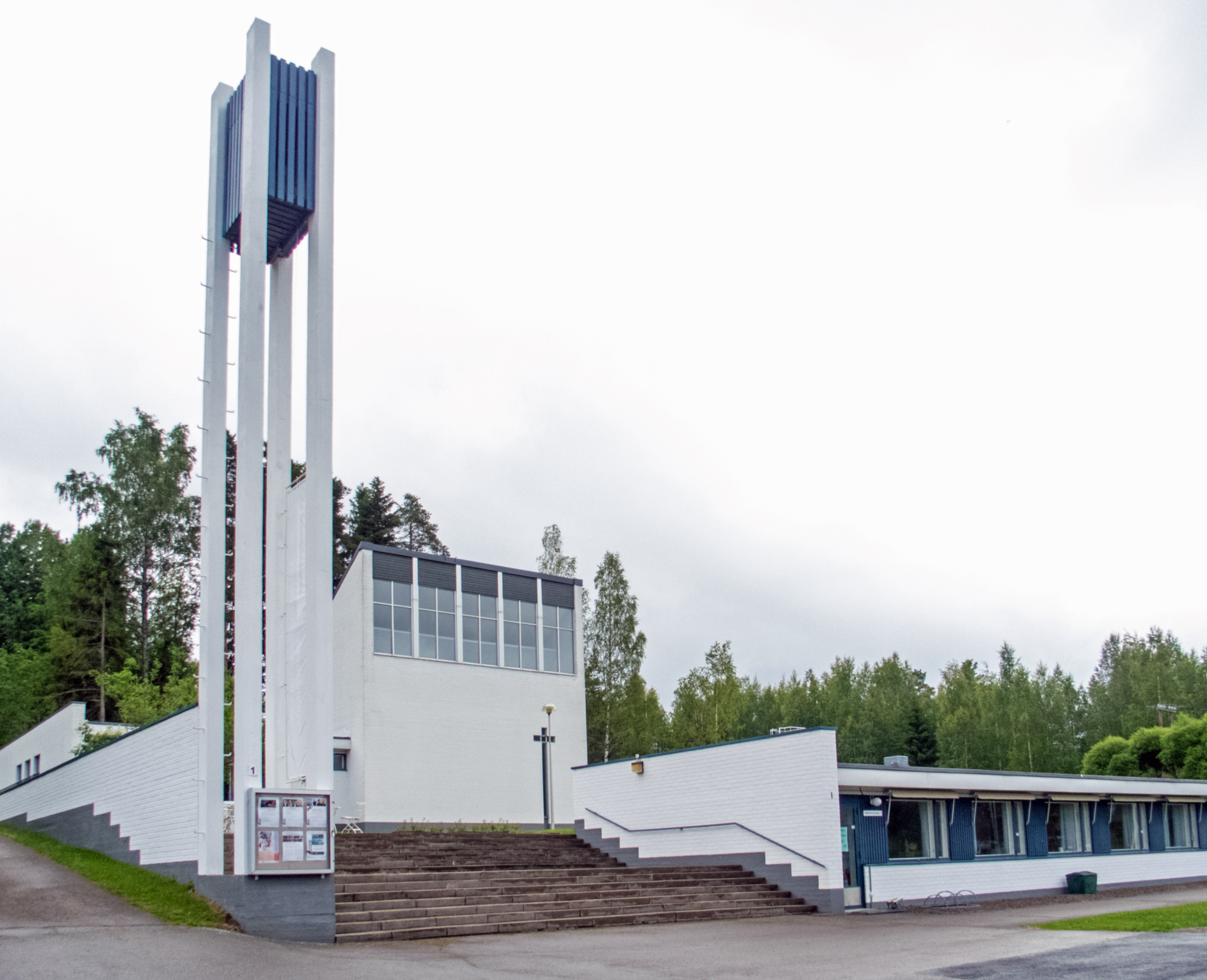
Centre culturel de Vuohijärvi.
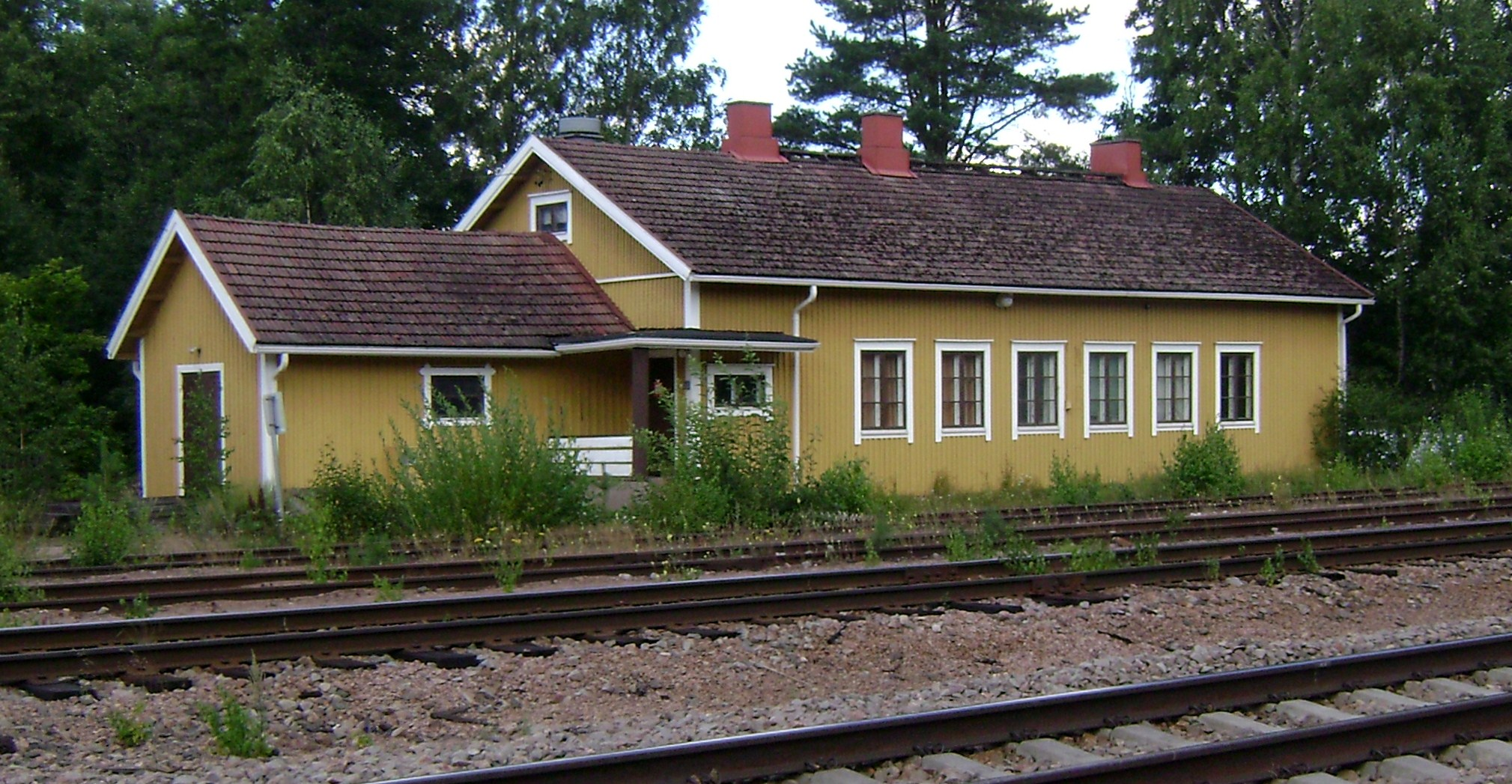
Gare de Vuohijärvi.